# 悉曇文
悉曇文（羅馬化：Siddhāṃ，直译：「成就或完美」），全称悉曇摩呾理迦（Siddhāmātṛkā），又称梵書、梵字，是西元約600至1200年間書寫梵語的文字。悉曇文是對笈多王朝時使用的笈多文的改良，笈多文源於婆羅米文也是藏文等文字的祖先。名稱起源於在文首寫悉曇章（𑖭𑖰𑖟𑖿𑖠𑖯𑖽（Siddhāṃ）或𑖭𑖰𑖟𑖿𑖠𑖯𑖽𑖨𑖭𑖿𑖝𑖲（Siddhir-astu），意为“祝願完美”）字樣的做法。
悉曇文是一種元音附標文字，並非全音素文字，因為每個字符表示一個音節，不加輔助符號時以a為元音，加輔助符號表示其他元音、鼻化音或止韻。悉曇文多以毛筆書寫，但亦可以竹筆或鋼筆等書寫。

## 悉曇文與佛教
悉曇梵字約於六世紀定型，並於南朝的梁代左右傳入漢地。不過傳入之後，並未普及。直到唐代，由於密教的興盛，悉曇梵字才成為學習的重點。沿絲綢之路傳入中國的佛經多以某種版本的悉曇文寫成，於唐宋時期最為盛行，在唐代，不但是佛教界僧侶熟習悉曇梵字，當時一般士人能書寫或研讀悉曇資料，例如苑咸的《酬王維》詩：「蓮花梵字本從天，華省仙郎早悟禪。三點成伊猶有想，一觀如幻自忘筌。為文已變當時體，入用還推間氣賢。應同羅漢無名欲，故作馮唐老歲年。」，其中的「三點成伊」即指悉曇文裡的𑗘（i）音的寫法，可知書寫悉曇文在當時是一種流行的風尚。
由於密教有念誦梵咒及觀想種子字的修行方法，所以梵字與梵音的學習，受到特別的重視。這種特色表現於漢文佛典中，即有「梵字與漢文音譯對照」的所謂新譯經文出現。如開元三大士——善無畏（637-735）、金剛智（669-741）、不空（705-774）「新譯」出的密教經典中，在以漢文音譯梵文專有名詞和術語時，多半會附上梵文原文。尤其是譯到有關陀羅尼或梵文字母時，他們開始使用梵漢對照並列的「新式譯法」，而當時的梵文即是悉曇體。
日本僧人空海在西元804年到達中國，向曾經在那爛陀寺修行的僧人般若三藏學習梵文，於西元806年歸國後，將悉曇文傳至日本。此時，往印度的佛教陸上朝聖之路已經被擴張中的伊斯蘭阿拔斯王朝所阻斷。後來，天城體等文字在印度取代了悉曇文，因此前者現今僅在東亞使用。悉曇梵字在唐末及五代的毀佛事件後，於漢地幾乎可說完全失傳了。但由於日本留學僧與唐代交流頻繁，所謂「入唐八家」（最澄、空海、常曉、圓行、圓仁、惠運、圓珍、宗叡）大量自中國引入悉曇資料，因此唐代的密教與悉曇梵字之學，還有許多悉曇資料都被保存於日本。
因為佛教的真言（咒文等）需用原音唸誦，而漢字被認為無法準確紀錄梵語，悉曇文在東亞保留下來，其中以日本保存最為完善。其書寫在密教中使用。日本的若干教派在書寫真言及經文時仍使用悉曇文（又稱「梵字」），如密教的真言宗和天台宗及混合教派修驗道。大正新修大藏經中多數真言保留悉曇文，而韓國佛教也以一種版本的悉曇文書寫「種子」音節（Bīja）。

### 法隆寺貝葉
日本法隆寺藏有兩片貝葉經，由遣隋使小野妹子於大約公元609年帶回日本。最下一行是字母列表。後世有三種臨寫本：《淨嚴的写本》（1694年）、《慈雲的刊本》（1762年）和《阿叉羅帖本》（1859年）。 

### 悉曇章的記載
玄奘三藏《大唐西域記》卷第二（三國）：“詳其文字，梵天所製，原始垂則，四十七言也。寓物合成，隨事轉用。流演枝派，其源浸廣，因地隨人，微有改變，語其大較，未異本源。……而開蒙誘進，先導十二章。七歲之後，漸授五明大論……”。
義凈三藏《南海寄歸內法傳》卷第四：“一則創學悉談章。亦名悉地羅窣睹。斯乃小學標章之稱。俱以成就吉祥為目。本有四十九字。共相乘轉。成一十八章。總有一萬餘字。合三百餘頌。凡言一頌。乃有四句。一句八字。總成三十二言。更有小頌大頌。不可具述。六歲童子學之。六月方了。斯乃相傳。是大自在天之所說也。”

### 悉昙四种相承
指悉昙四种随缘相承。梵字本源相承有法尔、随缘二种，法尔常恒之相承系依《大日经》之说，随缘相承有四种：
1. 梵王相承，又作南天相承。即印度所用悉昙文为梵天所造之说。梵王所造之梵书有根本四十七言、十二摩多（羅馬化：mātā[7]）、三十五体文（vyañjana，又音譯便善那、便社那、便膳那、屈曲[8]，近現代呂澂譯毗衍闍南[7]），若合字转成则成无尽多字，且立十八章以为标准。唐代智广之《悉昙字记》所说南天相承摩醯首罗（maheśvara）之文，即指此梵王所造之悉昙。
2. 龙宫相承，又作中天相承。佛陀入灭后七百年中，龙树菩萨入海得大乘经所传之悉昙；据《悉昙字记》所载，中天兼以龙宫文，与南天小异而纲骨同。
3. 释迦相承，为释尊宣说经典中所示之悉昙。即《文殊问经》之五十字母、《华严经》之四十二字门、《方广大庄严经》示书品之四十六字母、《大集经》海慧菩萨品之二十八字门句、《大品般若经》之四十二字门、《大般涅槃经》如来性品之十四音五十字义等。乃佛陀入灭后，由文殊、弥勒、阿难等结集而传于世。
4. 大日相承，乃大日如来所说之悉昙。指《金刚顶经》释字母品之五十字、《大日经》具缘品、同字轮品之五十字等。由金刚萨埵结集，龙猛菩萨入南天铁塔得之而传诵流通。

## 字母表

### 元音
| 字母 | 轉寫 | 元音附標 𑖎𑖿𑖧（ky）為主體 | 字母 | 轉寫 | 元音附標 𑖎𑖿𑖧（ky）為主體 |
| ---- | ---- | ----------------------- | ---- | ---- | ----------------------- |
| 𑖀    | a    | 𑖎𑖿𑖧                      | 𑖁    | ā    | 𑖎𑖿𑖧𑖯                      |
| 𑖂    | i    | 𑖎𑖿𑖧𑖰                      | 𑖃    | ī    | 𑖎𑖿𑖧𑖱                      |
| 𑖄    | u    | 𑖎𑖿𑖧𑖲                      | 𑖅    | ū    | 𑖎𑖿𑖧𑖳                      |
| 𑖊    | e    | 𑖎𑖿𑖧𑖸                      | 𑖋    | ai   | 𑖎𑖿𑖧𑖹                      |
| 𑖌    | o    | 𑖎𑖿𑖧𑖺                      | 𑖍    | au   | 𑖎𑖿𑖧𑖻                      |
| 𑖀𑖽    | aṃ   | 𑖎𑖿𑖧𑖽                      | 𑖀𑖾    | aḥ   | 𑖎𑖿𑖧𑖾                      |
| 字母 | 轉寫 | k的附標 | 字母 | 轉寫 | k的附標 |
| ---- | ---- | ------- | ---- | ---- | ------- |
| 𑖆    | ṛ    | 𑖎𑖴       | 𑖇    | ṝ    |         |
| 𑖈    | ḷ    |         | 𑖉    | ḹ    |         |
| 𑖀𑖲 ā | 𑗘 i | i | 𑗚 ī | ī | 𑗛 u | ū | o | au | 𑖀𑖼 aṃ |

### 輔音
|        |               | 塞音   | 塞音 | 塞音 | 塞音 | 鼻音 | 近音 | 擦音 |
| 清音   | 清音          | 濁音   | 濁音 |      |      | 鼻音 | 近音 | 擦音 |
| 不送氣 | 送氣          | 不送氣 | 送氣 |      |      | 鼻音 | 近音 | 擦音 |
| ------ | ------------- | ------ | ---- | ---- | ---- | ---- | ---- | ---- |
| 軟齶音 | 牙音角 舌縮却 | 𑖎 k    | 𑖏 kh | 𑖐 g  | 𑖑 gh | 𑖒 ṅ  |      |      |
| 硬齶音 | 齒音商 開口張 | 𑖓 c    | 𑖔 ch | 𑖕 j  | 𑖖 jh | 𑖗 ñ  | 𑖧 y  | 𑖫 ś  |
| 卷舌音 | 舌音徵 舌拄齒 | 𑖘 ṭ    | 𑖙 ṭh | 𑖚 ḍ  | 𑖛 ḍh | 𑖜 ṇ  | 𑖨 r  | 𑖬 ṣ  |
| 齒音   | 喉音宮 舌居中 | 𑖝 t    | 𑖞 th | 𑖟 d  | 𑖠 dh | 𑖡 n  | 𑖩 l  | 𑖭 s  |
| 雙唇音 | 唇音羽 撮口聚 | 𑖢 p    | 𑖣 ph | 𑖤 b  | 𑖥 bh | 𑖦 m  |      |      |
| 唇齒音 |               |        |      |      |      |      | 𑖪 v  |      |
| 聲門音 |               |        |      |      |      |      |      | 𑖮 h  |
- 悉曇文及其祖字笈多文中均未發現書寫吠陀梵語“ḍ”懶音的「𑀴”，這一文字在天城文、烏荼文、僧伽羅文中被發現。[9]

| 𑖎𑖿𑖬 kṣ | 𑖩𑖿𑖩𑖽 llaṃ |
| ch | j | ñ | ṭ | ṭh | ḍh | ḍh | ṇ | ṇ | th | th | dh | n | m | ś | ś | v |
在漢傳唐智廣794年後著《悉曇字記》和北宋惟淨1035年著《景祐天竺字源》中採用了漢語音韻學的五音概念標示發音，漢傳密教在此基礎上還配比五聲。

## 符号

### 附加符号
|            |          |          |              |              |
| 仰月点（𑖼） | 随韵（𑖽） | 止韵（𑖾） | 怛达点画（𑖿） | 努克塔点（𑗀） |

### 标点符号
|           |             |
| 棍号（𑗂） | 双棍号（𑗃） |

|               |               |             |           |
| 文首标记（𑗁） | 全文结束（𑗉） | 间隔号（𑗄） | 竖线（𑗅） |

|   |   |   |
| 𑗆 | 𑗇 | 𑗈 |

|   |   |   |   |   |   |   |
| 𑗊 | 𑗋 | 𑗌 | 𑗍 | 𑗎 | 𑗏 | 𑗐 |
|   |   |   |   |   |   |   |
| 𑗑 | 𑗒 | 𑗓 | 𑗔 | 𑗕 | 𑗖 | 𑗗 |

## 合寫

### 所有輔音+響音
以k作為樣例輔音。其他輔音類推。本表中去掉含相鄰重複輔音的組合。本表對應《悉曇字記》的初章到第十四章。
| k{\displaystyle \cdots }kṣ           | -ya                       | -ra                       | -la                       | -va                       | -ma                       | -na                       |
| ------------------------------------ | ------------------------- | ------------------------- | ------------------------- | ------------------------- | ------------------------- | ------------------------- |
| 𑖎 k                                  | 𑖎𑖿𑖧 kya                    | 𑖎𑖿𑖨 kra                    | 𑖎𑖿𑖩 kla                    | 𑖎𑖿𑖪 kva                    | 𑖎𑖿𑖦 kma                    | 𑖎𑖿𑖡 kna                    |
| 𑖨𑖿𑖎 rk                                | 𑖨𑖿𑖎𑖿𑖧 rkya                  | 𑖨𑖿𑖎𑖿𑖨 rkra                  | 𑖨𑖿𑖎𑖿𑖩 rkla                  | 𑖨𑖿𑖎𑖿𑖪 rkva                  | 𑖨𑖿𑖎𑖿𑖦 rkma                  | 𑖨𑖿𑖎𑖿𑖡 rkna                  |
| 𑖏 kh                                 | {\displaystyle \cdots \,} | {\displaystyle \cdots \,} | {\displaystyle \cdots \,} | {\displaystyle \cdots \,} | {\displaystyle \cdots \,} | {\displaystyle \cdots \,} |
| {\displaystyle \vdots \,} 總計68行。 |                           |                           |                           |                           |                           |                           |

### 同部位鼻音+塞音
本表和下表對應《悉曇字記》的第十五章。
| 𑖒𑖿𑖎 ṅka | 𑖒𑖿𑖏 ṅkha | 𑖒𑖿𑖐 ṅga | 𑖒𑖿𑖑 ṅgha |
| 𑖗𑖿𑖓 ñca | 𑖗𑖿𑖔 ñcha | 𑖗𑖿𑖕 ñja | 𑖗𑖿𑖖 ñjha |
| 𑖜𑖿𑖘 ṇṭa | 𑖜𑖿𑖙 ṇṭha | 𑖜𑖿𑖚 ṇḍa | 𑖜𑖿𑖛 ṇḍha |
| 𑖡𑖿𑖝 nta | 𑖡𑖿𑖞 ntha | 𑖡𑖿𑖟 nda | 𑖡𑖿𑖠 ndha |
| 𑖦𑖿𑖢 mpa | 𑖦𑖿𑖣 mpha | 𑖦𑖿𑖤 mba | 𑖦𑖿𑖥 mbha |
ṇ的另一種寫法
| ṇṭa | ṇṭha | ṇḍa | ṇḍha |

### 軟腭鼻音+近音和擦音
| 𑖒𑖿𑖧 ṅya | 𑖒𑖿𑖨 ṅra | 𑖒𑖿𑖩 ṅla | 𑖒𑖿𑖪 ṅva |          |
| 𑖒𑖿𑖫 ṅśa | 𑖒𑖿𑖬 ṅṣa | 𑖒𑖿𑖭 ṅsa | 𑖒𑖿𑖮 ṅha | 𑖒𑖿𑖎𑖿𑖬 ṅkṣa |

### 其他組合
以下各表對應《悉曇字記》的第十七章和第十八章。
| 𑖭𑖿𑖎 ska     | 𑖭𑖿𑖏 skha      | 𑖟𑖿𑖐 dga     | 𑖟𑖿𑖑 dgha      | 𑖒𑖿𑖎𑖿𑖝𑖿𑖨 ṅktra |
| 𑖪𑖿𑖓 vca/bca | 𑖪𑖿𑖔 vcha/bcha | 𑖪𑖿𑖕 vja/bja | 𑖪𑖿𑖖 vjha/bjha | 𑖕𑖿𑖗 jña     |
| 𑖬𑖿𑖘 ṣṭa     | 𑖬𑖿𑖙 ṣṭha      | 𑖟𑖿𑖚 dḍa     | 𑖟𑖿𑖛 dḍha      | 𑖬𑖿𑖜 ṣṇa     |
| 𑖭𑖿𑖝 sta     | 𑖭𑖿𑖞 stha      | 𑖪𑖿𑖟 vda/bda | 𑖪𑖿𑖠 vdha/bdha | 𑖨𑖿𑖝𑖿𑖭𑖿𑖡 rtsna |
| 𑖭𑖿𑖢 spa     | 𑖭𑖿𑖣 spha      | 𑖟𑖿𑖤 dba     | 𑖟𑖿𑖥 dbha      | 𑖨𑖿𑖎𑖿𑖬𑖿𑖦 rkṣma |
- ↑《景佑天竺字源》在vc和vch的位置上安排了 śc和śch。并且在對應vja vjha vda vdha的位置上分別注音為bja bjha bda bdha。

| 𑖨𑖿𑖎𑖿𑖬𑖿𑖪𑖿𑖧 rkṣvya | 𑖨𑖿𑖎𑖿𑖬𑖿𑖪𑖿𑖨𑖿𑖧 rkṣvrya | 𑖩𑖿𑖝 lta | 𑖝𑖿𑖎𑖿𑖪 tkva |
| 𑖘𑖿𑖫 ṭśa       | 𑖘𑖿𑖬 ṭṣa         | 𑖭𑖿𑖮 sha | 𑖤𑖿𑖎𑖿𑖬 bkṣa |
| 𑖢𑖿𑖝 pta | 𑖘𑖿𑖎 ṭka | 𑖟𑖿𑖭𑖿𑖪 dsva | 𑖘𑖿𑖬𑖿𑖔𑖿𑖨 ṭṣchra |

### 長輔音
| 𑖕𑖿𑖕 jja | 𑖘𑖿𑖘 ṭṭa | 𑖜𑖿𑖜 ṇṇa | 𑖝𑖿𑖝 tta | 𑖡𑖿𑖡 nna | 𑖦𑖿𑖦 mma | 𑖩𑖿𑖩 lla | 𑖪𑖿𑖪 vva | {\displaystyle \cdots \,} |

### 含ṛ音節
本表對應《悉曇字記》的第十六章。
| 𑖎𑖴 kṛ | 𑖏𑖴 khṛ | 𑖐𑖴 gṛ | 𑖑𑖴 ghṛ | 𑖒𑖴 ṅṛ | 𑖓𑖴 cṛ | 𑖔𑖴 chṛ | 𑖕𑖴 jṛ | 𑖖𑖴 jhṛ | 𑖗𑖴 ñṛ | {\displaystyle \cdots \,} |

### 一些樣例音節
| 𑖨𑖿𑖎 rka | 𑖨𑖿𑖎𑖯 rkā | 𑖨𑖿𑖎𑖰 rki | 𑖨𑖿𑖎𑖱 rkī | 𑖨𑖿𑖎𑖲 rku | 𑖨𑖿𑖎𑖳 rkū | 𑖨𑖿𑖎𑖸 rke | 𑖨𑖿𑖎𑖹 rkai | 𑖨𑖿𑖎𑖺 rko | 𑖨𑖿𑖎𑖻 rkau | 𑖨𑖿𑖎𑖽 rkaṃ | 𑖨𑖿𑖎𑖾 rkaḥ |
| 𑖒𑖿𑖎 ṅka | 𑖒𑖿𑖎𑖯 ṅkā | 𑖒𑖿𑖎𑖰 ṅki | 𑖒𑖿𑖎𑖱 ṅkī | 𑖒𑖿𑖎𑖲 ṅku | 𑖒𑖿𑖎𑖳 ṅkū | 𑖒𑖿𑖎𑖸 ṅke | 𑖒𑖿𑖎𑖹 ṅkai | 𑖒𑖿𑖎𑖺 ṅko | 𑖒𑖿𑖎𑖻 ṅkau | 𑖒𑖿𑖎𑖽 ṅkaṃ | 𑖒𑖿𑖎𑖾 ṅkaḥ |

## 编码字體

悉昙文的三款Unicode字体，前两款为竹笔体，后一款为毛笔体。

悉曇文仍然主要是手寫文字。已有將其錄入電腦的嘗試，但收录进Unicode之前未能錄入所有的合字。2014年6月，悉昙文于Unicode 7.0中正式收录，但支持字體直到最近才逐步出現。

### Unicode收录前
- 中華電子佛典協會於編撰其電子版大正新修大藏經時，曾商借台灣嘉豐出版社甫開發製作完成的悉曇字體“Siddam”及輸入法“Siddhamkey”，並免費提供大眾使用。惟此輸入法是配合繁體中文BIG5碼製作，在以Unicode碼為主或中文以外的其他語言版本作業系統（如Windows 2000）中，容易產生問題而未能完善使用，算是美中不足之處。程式SiddhamKey可用於輸入悉曇文和兰札文，但尚有若干不足（例如乱入兰札文、尼泊尔文字（英语：Nepalese scripts）、藏文咒轮，以及“樱桃小丸子”的头像图标）。
- 日本開發的軟體「今昔文字鏡」（Mojikyo）也含有悉曇文，但字体内码为Shift-JIS。
- 日本和歌山地藏寺住職體高法師也有重新開發一套以弘法大師梵字書法為基礎之梵字輸入法，目前已有約10,000字。

### Unicode收录后
- Muktamsiddham是第一款支援Unicode的自由悉曇文字體。
- 谷歌开发的Noto字体系列中也收录了悉曇文，名叫“Noto Sans Siddham”。
- Windows 11（24H2版本之后）自带的字体“Sans Serif Collection”也包含有悉昙文，但文字排版错误。

## 图库

### 古代文献實例

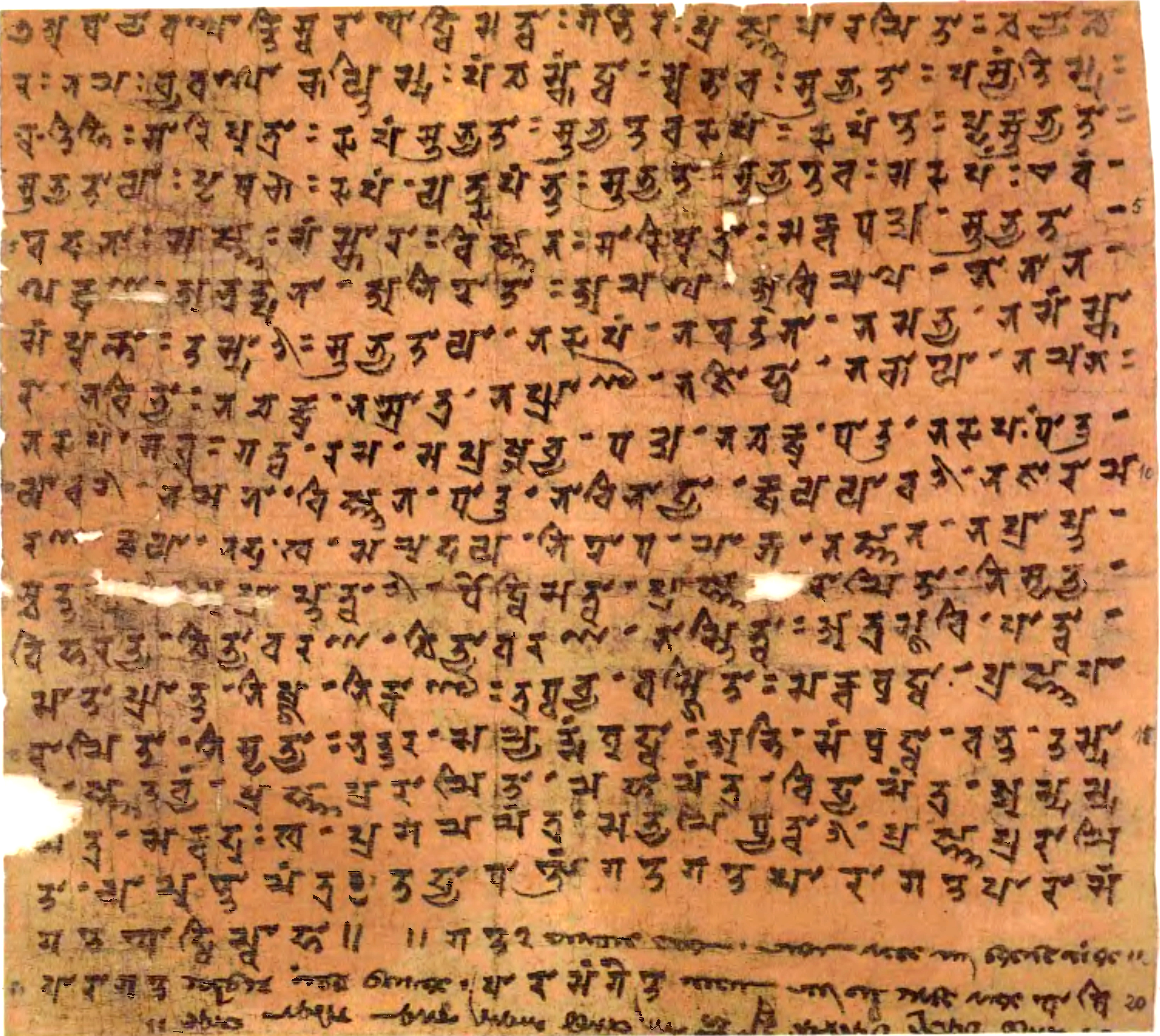
伯希和收集的梵文心經，現藏於法國國家圖書館。
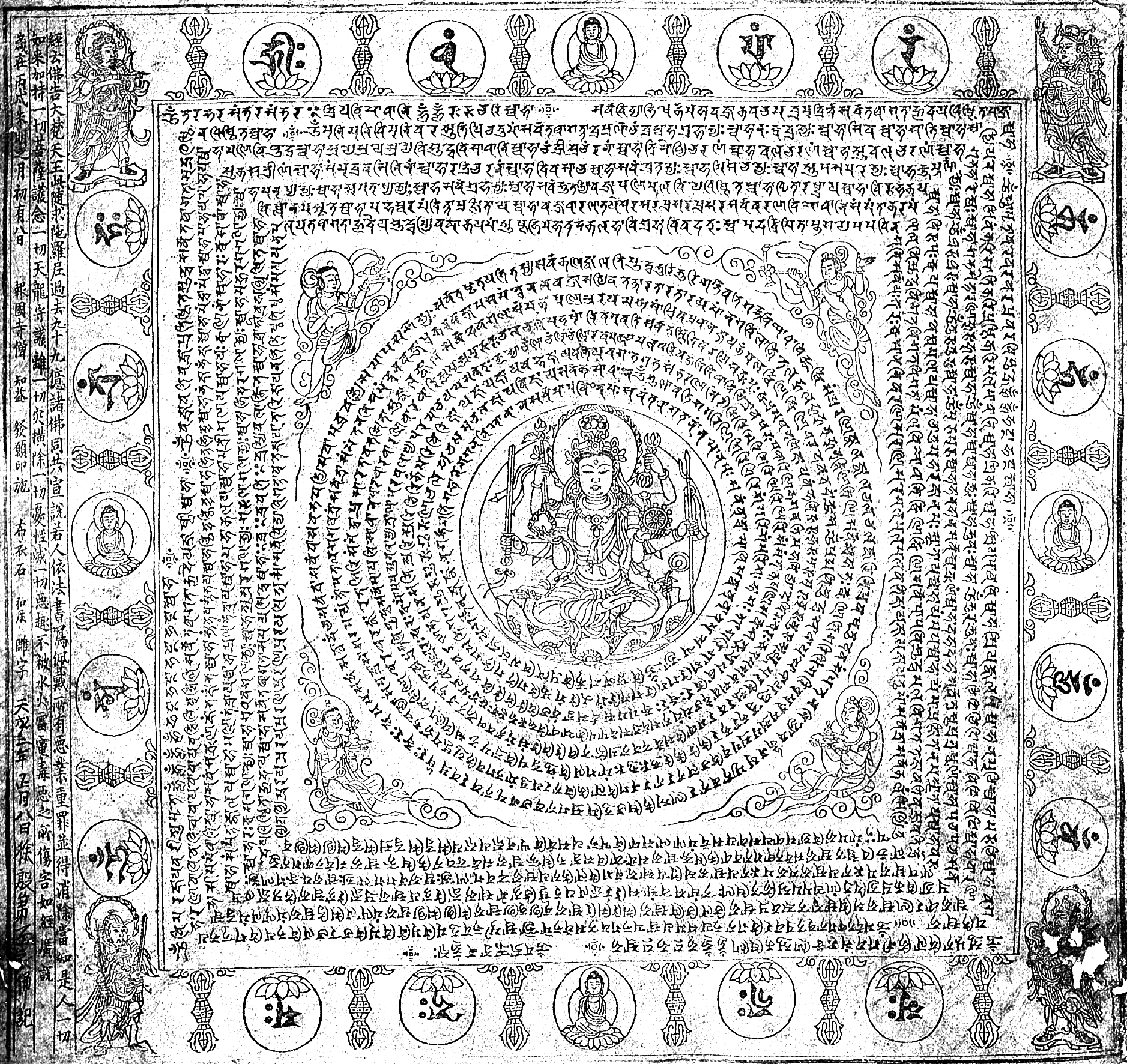
大隨求陀羅尼，後唐公元927年，1978年河南省洛陽市東郊出土。
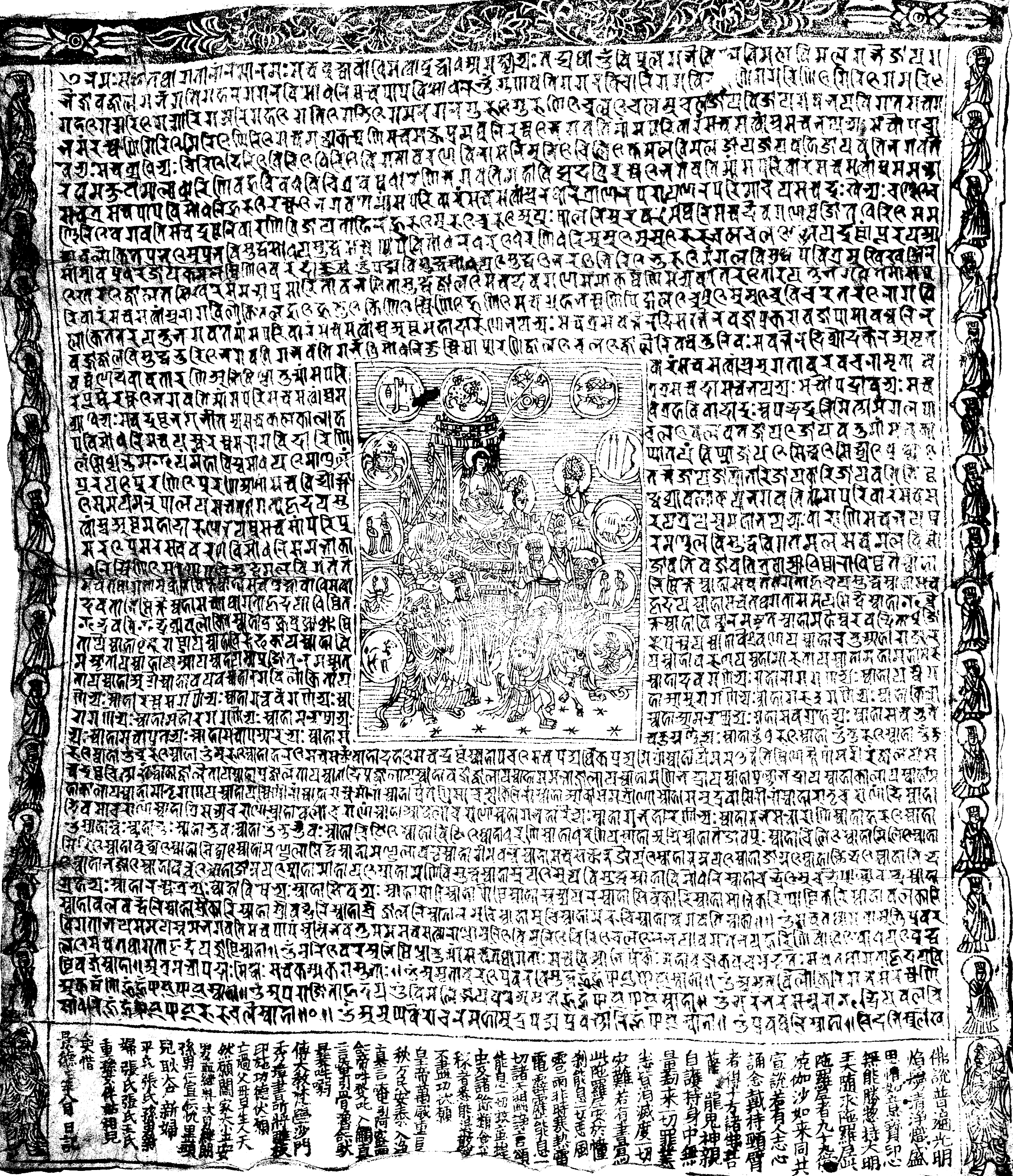
大隨求陀羅尼，北宋公元1006年，1978年發現於蘇州瑞光寺塔第三層天宮，現藏於蘇州博物館。
大佛頂陀羅尼，北宋公元971年，敦煌藏經洞。
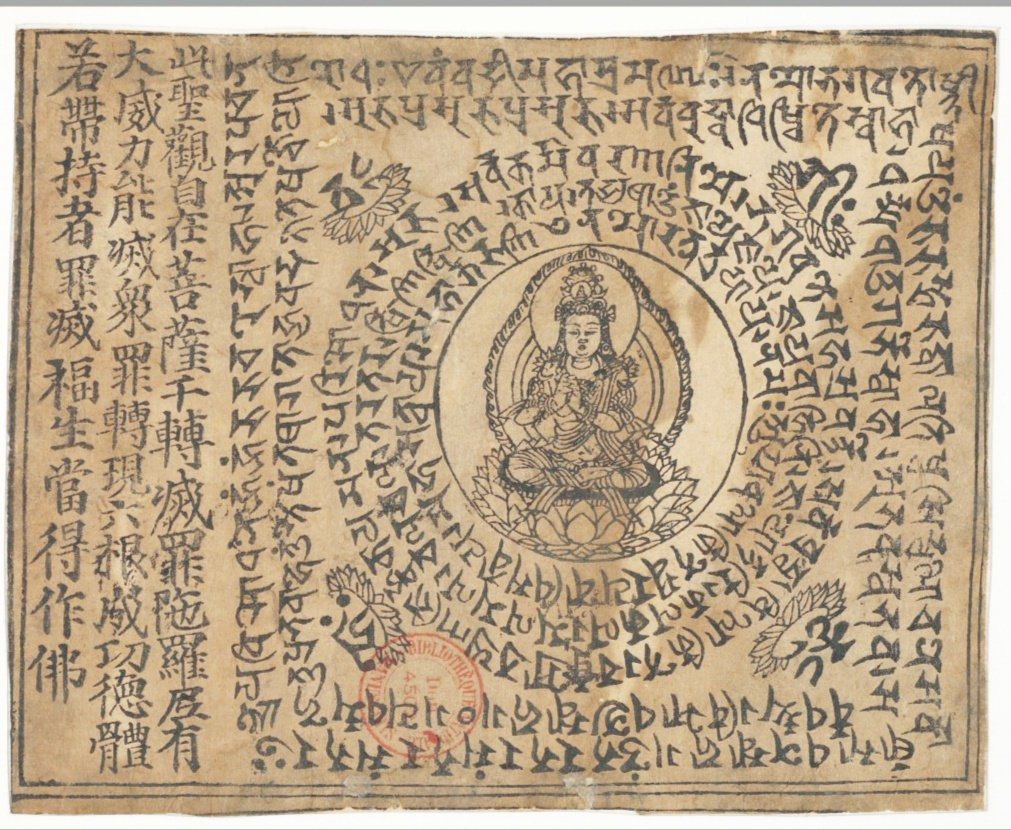
觀自在菩薩千轉滅罪陀羅尼，敦煌藏經洞。
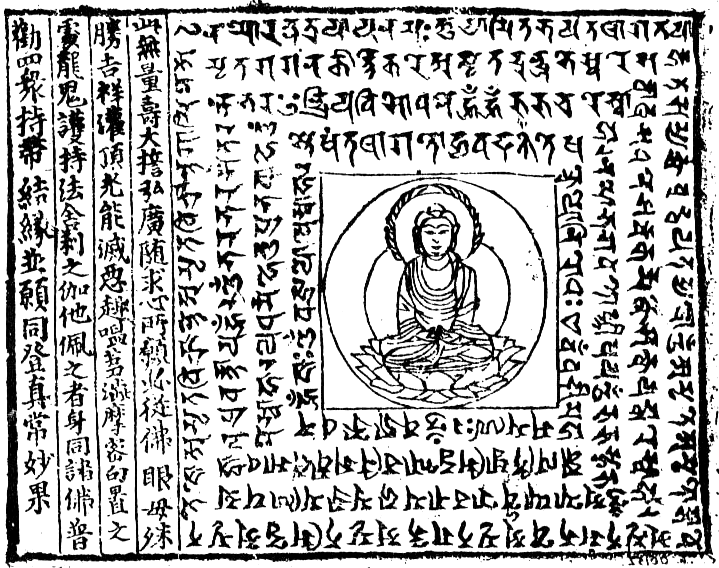
無量壽陀羅尼，敦煌藏經洞。
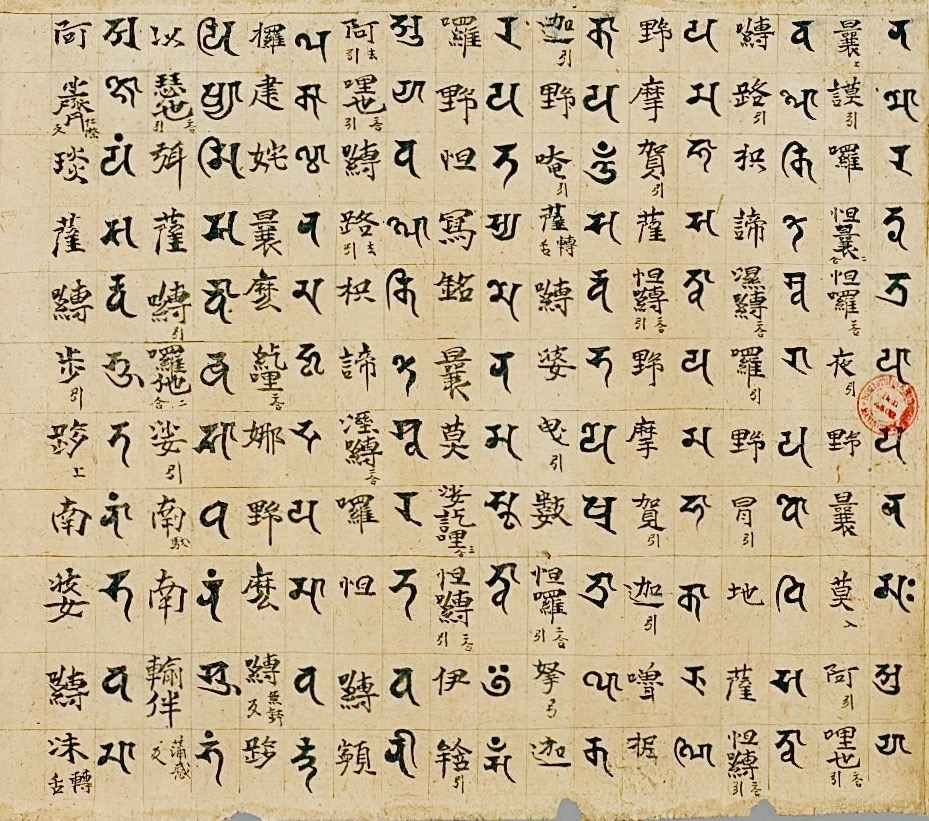
《青颈观自在菩萨心陀罗尼》（大悲咒）梵汉对照残片，敦煌藏经洞。
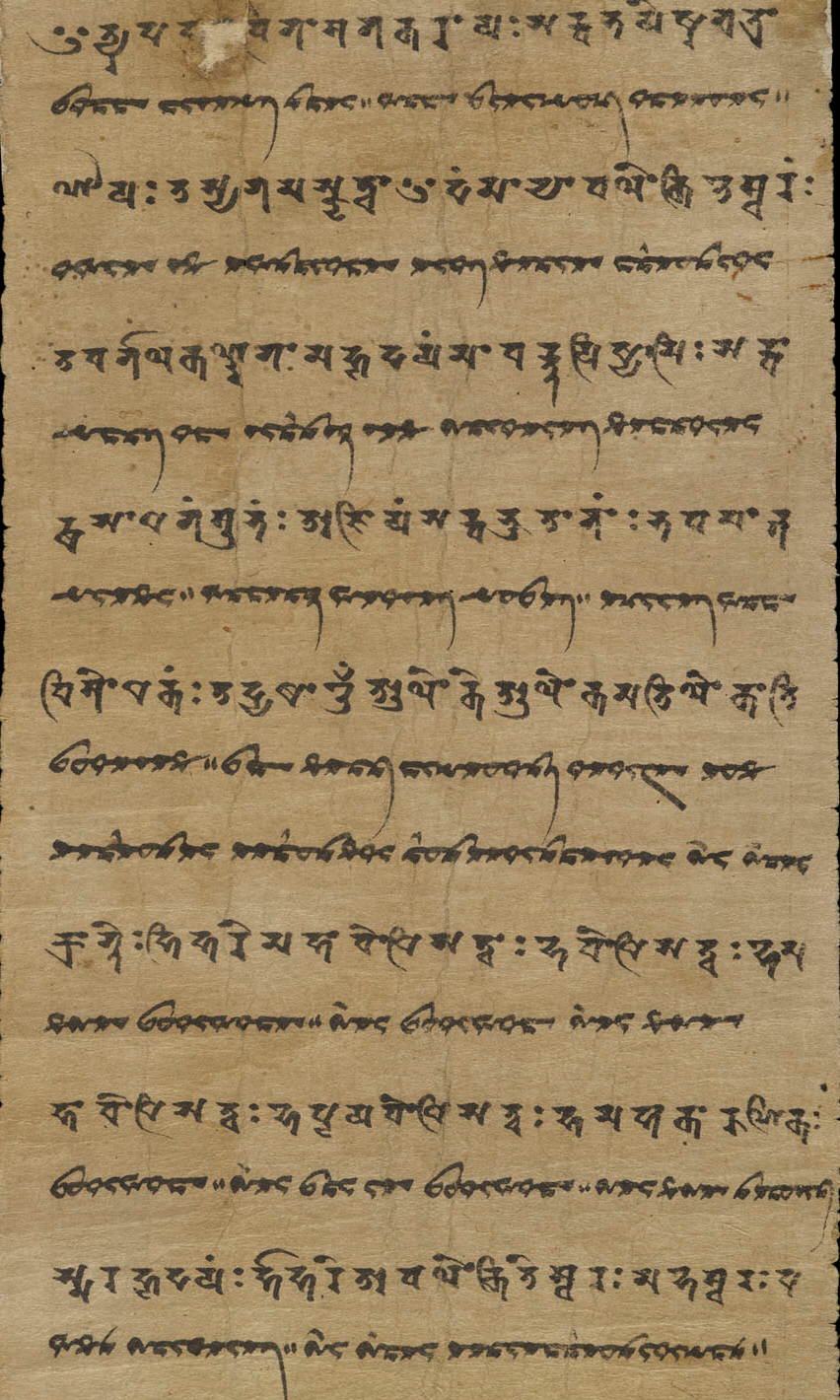
悉昙文和粟特文对照的《青颈观自在菩萨心陀罗尼》，敦煌藏经洞。
西方三圣的种子字使用悉昙文书写。

### 现代运用

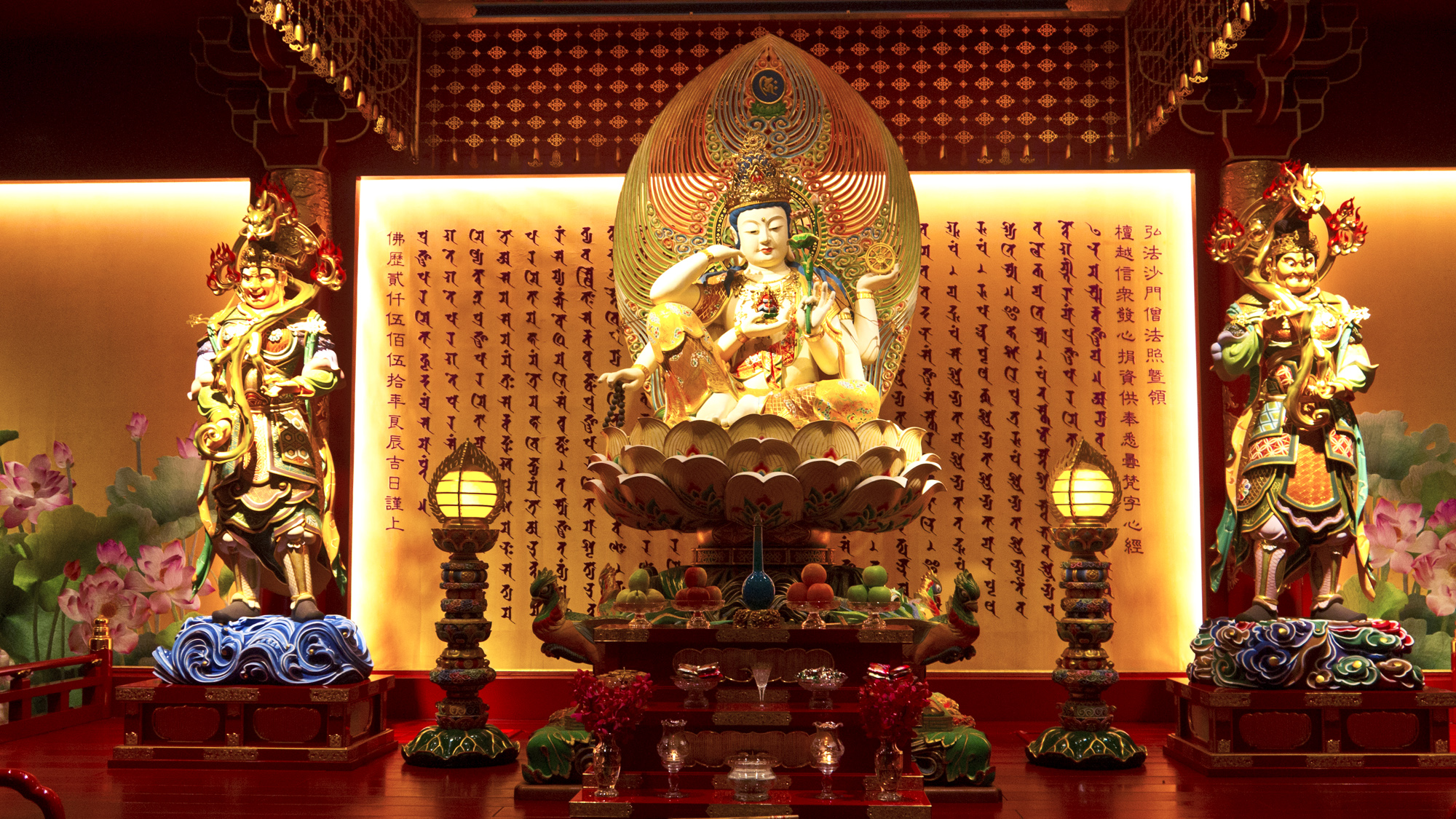
新加坡佛牙寺龙华院的如意轮观音像，背景是悉昙文的《心经》。
悉昙文维基百科标志
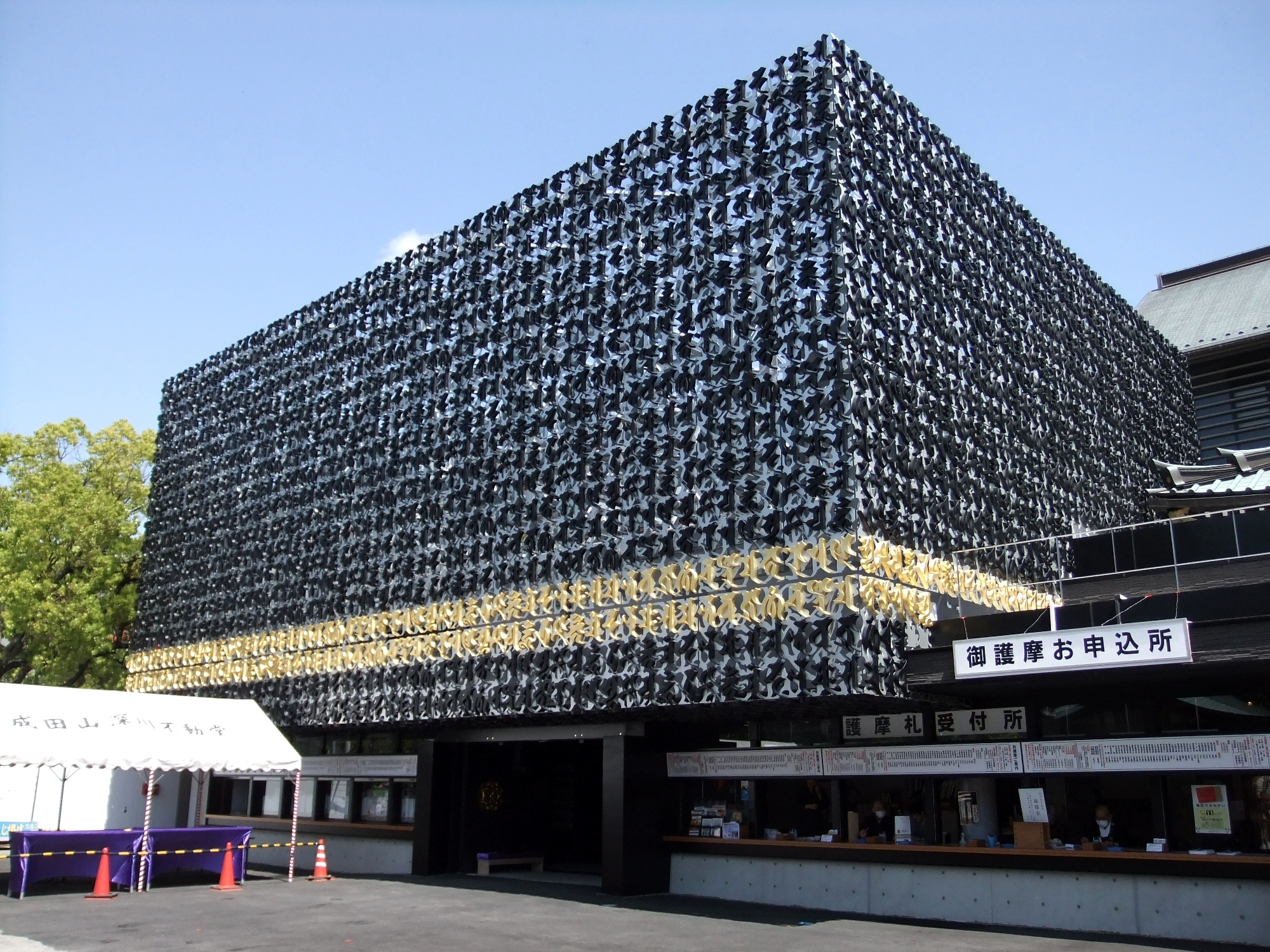
日本東京都江東区成田山东京别院深川不动堂（日语：成田山東京別院深川不動堂）的本堂，外墙装饰悉昙文的《不动明王真言》。
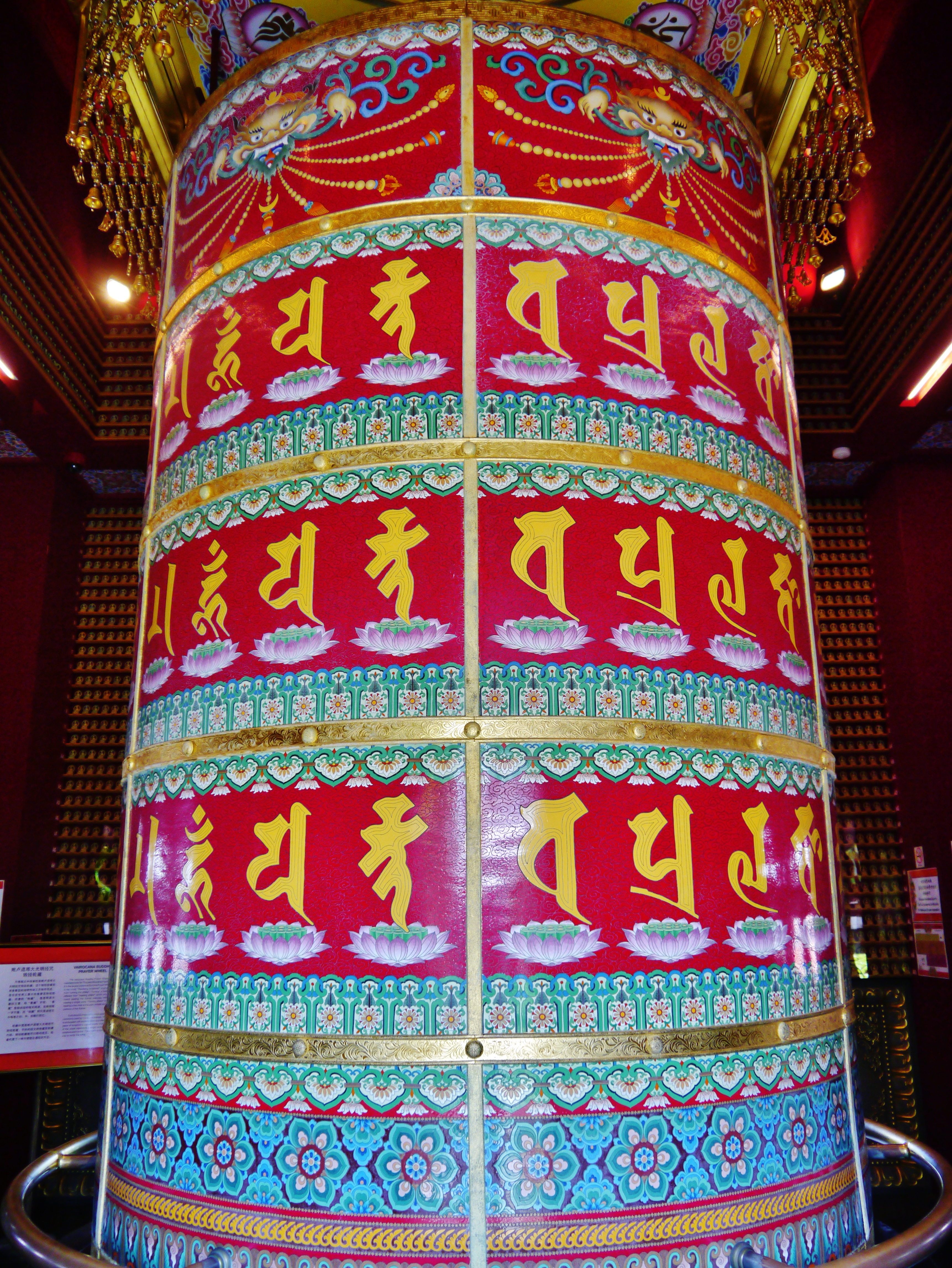
新加坡佛牙寺龙华院的转经筒，文字为光明真言（从右至左书写）。

### 佛经中使用

五轮塔形式的《一切如来心秘密全身舍利宝箧印陀罗尼》，用悉昙文书写。
《大方广佛华严经》里的四十二字母，用悉昙文书写。
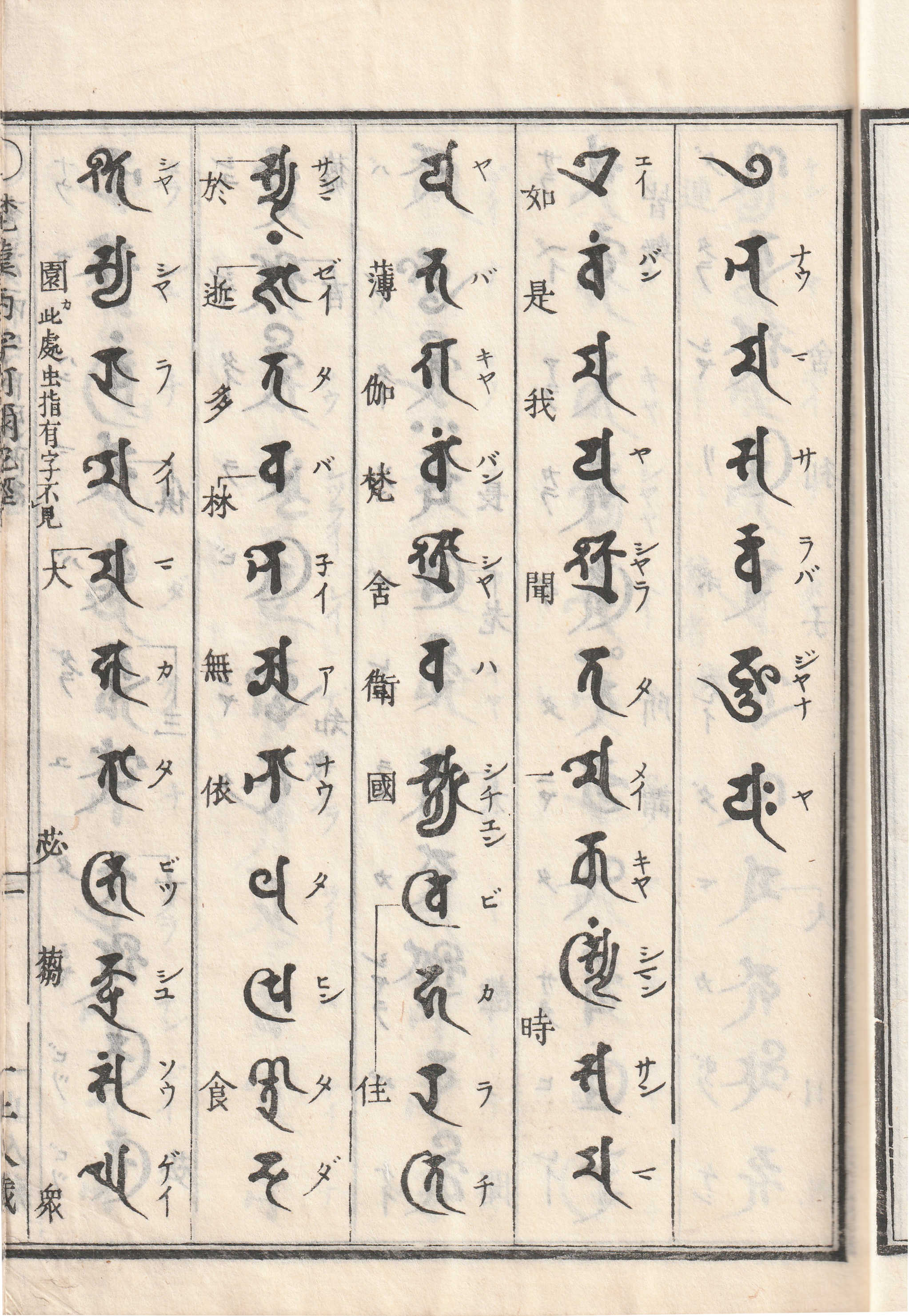
1773年《梵漢阿彌陀經》
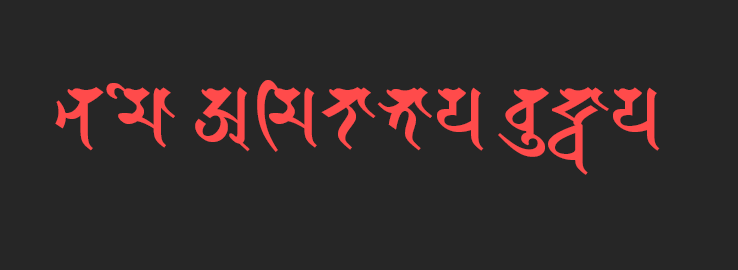
悉昙文的“南无阿弥陀佛”

### 印度教使用

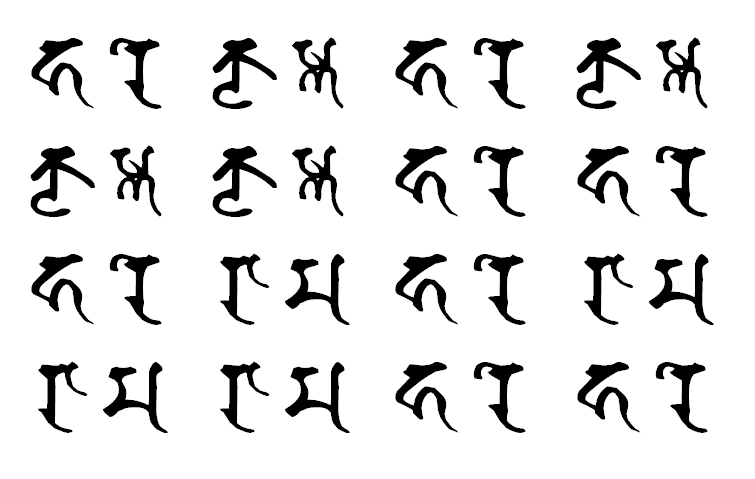
用悉昙文书写的奎师那心咒

### 使用悉昙文拼写的字词

人名
泰国诗琳通公主的名字“玛哈·扎克里·诗琳通”（𑖦𑖮𑖯𑖓𑖎𑖿𑖨𑖱𑖭𑖰𑖨𑖰𑖡𑖿𑖠𑖨）
“帕德马什里·哈尔达尔·纳格”在悉昙文中的写法（𑖢𑖟𑖿𑖦𑖫𑖿𑖨𑖱 𑖮𑖩𑖠𑖨 𑖡𑖯𑖐）
印度诗人哈尔达尔·纳格的俗称“民间诗人之宝”（𑖩𑖺𑖎𑖎𑖪𑖰𑖨𑖝𑖿𑖡）

词汇
龙（那伽）在悉昙文中的写法（𑖡𑖯𑖐）
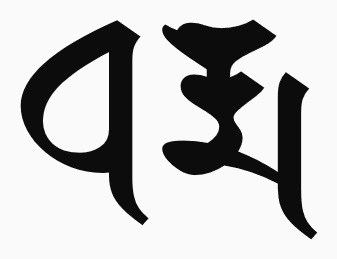
法（達磨）在悉曇文中的寫法（𑖠𑖨𑖿𑖦）
你好（那摩斯戴）在悉昙文中的写法（𑖡𑖦𑖭𑖿𑖝𑖸）
用悉昙文书写的梵语（𑖭𑖽𑖭𑖿𑖎𑖴𑖝𑖦𑖿）
用悉昙文书写的巴利语（𑖢𑖯𑖩𑖰）
用悉昙文书写的摩揭陀语（𑖦𑖐𑖮𑖱）

咒语
六字真言“唵嘛呢叭咪吽”（𑖌𑖼𑖦𑖜𑖰𑖢𑖟𑖿𑖦𑖸𑖮𑗝𑖽）

## 相关文化
- 在日本的ACG作品中，涉及忍者和魔法的题材会大量使用悉昙文的咒语、符文等。如《阴阳师》中的符面图案[12]、《刀剑乱舞》中山伏国广太刀上的梵文[13]，以及《东方Project》中矢田寺成美斗笠上的弥勒菩萨种子字（𑖧𑖲）。
- 台湾生命电视台使用悉昙文字母“𑖮𑖿𑖨𑖱𑖾”（阿彌陀如來種字）作为电视台标。

## Unicode
悉曇文在2014年6月16日被包含於Unicode 7.0標準中，编码为U+11580–U+115FF。
| 悉曇文 Siddham[1][2] Unicode Consortium 官方碼表 (PDF) |   |   |   |   |   |   |   |   |   |   |   |   |   |   |   |   |
|                                                        | 0 | 1 | 2 | 3 | 4 | 5 | 6 | 7 | 8 | 9 | A | B | C | D | E | F |
| U+1158x                                                | 𑖀 | 𑖁 | 𑖂 | 𑖃 | 𑖄 | 𑖅 | 𑖆 | 𑖇 | 𑖈 | 𑖉 | 𑖊 | 𑖋 | 𑖌 | 𑖍 | 𑖎 | 𑖏 |
| U+1159x                                                | 𑖐 | 𑖑 | 𑖒 | 𑖓 | 𑖔 | 𑖕 | 𑖖 | 𑖗 | 𑖘 | 𑖙 | 𑖚 | 𑖛 | 𑖜 | 𑖝 | 𑖞 | 𑖟 |
| U+115Ax                                                | 𑖠 | 𑖡 | 𑖢 | 𑖣 | 𑖤 | 𑖥 | 𑖦 | 𑖧 | 𑖨 | 𑖩 | 𑖪 | 𑖫 | 𑖬 | 𑖭 | 𑖮 | 𑖯  |
| U+115Bx                                                | 𑖰  | 𑖱  | 𑖲  | 𑖳  | 𑖴  | 𑖵  |   |   | 𑖸  | 𑖹  | 𑖺  | 𑖻  | 𑖼  | 𑖽  | 𑖾  | 𑖿  |
| U+115Cx                                                | 𑗀  | 𑗁 | 𑗂 | 𑗃 | 𑗄 | 𑗅 | 𑗆 | 𑗇 | 𑗈 | 𑗉 | 𑗊 | 𑗋 | 𑗌 | 𑗍 | 𑗎 | 𑗏 |
| U+115Dx                                                | 𑗐 | 𑗑 | 𑗒 | 𑗓 | 𑗔 | 𑗕 | 𑗖 | 𑗗 | 𑗘 | 𑗙 | 𑗚 | 𑗛 | 𑗜  | 𑗝  |   |   |
| U+115Ex                                                |   |   |   |   |   |   |   |   |   |   |   |   |   |   |   |   |
| U+115Fx                                                |   |   |   |   |   |   |   |   |   |   |   |   |   |   |   |   |
| 注释 1.^ 依据 Unicode 14.0 2.^ 灰色区域为未分配码位    |   |   |   |   |   |   |   |   |   |   |   |   |   |   |   |   |

Unicode 8.0还添加了两个悉昙文字符。

## 外部連結
- 维基共享资源上的相關多媒體資源：悉曇文
- Omniglot網站悉曇文頁面 （页面存档备份，存于）（英文）
- Bonji Siddham符號與發音
- 罗马字-梵字转换（曼荼羅寺（日语：曼荼羅寺 (善通寺市)）提供）（日語）

宗教资料
- 王邦維：（四十二字門考論 （页面存档备份，存于））。
- 真言示例 （页面存档备份，存于）  有梵文咒文的藏文体、悉曇体、天城体、蘭札体的列舉。
- 悉曇文真言示例與解釋中文。
- 悉曇文真言示例 （页面存档备份，存于）中文。
- 悉曇字記 （页面存档备份，存于） 悉曇學會整理發佈

字体
- Muktamsiddham （页面存档备份，存于）自由悉昙文字体，Unicode 8.0。
- ApSiddham （页面存档备份，存于）自由悉昙文字体，Unicode 8.0。（镜像 （页面存档备份，存于））
- Noto Sans Siddham （页面存档备份，存于） 谷歌開發的Unicode字體

输入法
- Keyman输入法（悉昙文布局）
- Aksharamukha 悉昙文在线输入 （页面存档备份，存于）